# Liebe am Fjord – Die Frau am Strand
Die Frau am Strand ist ein deutscher Fernsehfilm von Matthias Tiefenbacher aus dem Jahr 2014. Es handelt sich um die achte Episode der ARD-Filmreihe Liebe am Fjord, wobei die einzelnen Filme verbindet, dass sie vor der Kulisse norwegischer Fjorde angesiedelt sind und romantische Melodramen zum Inhalt haben. Die Hauptrollen in diesem Melodram sind besetzt mit Katja Flint, Marie-Lou Sellem, Michelle Barthel und August Zirner.
Das Presseportal des Ersten schrieb von einem „Melodram“ mit „lebenskluger Emotionalität“, das von „unvermeidbaren Lebenswidersprüchen“ erzähle. Dabei sei die „wechselhafte norwegische Landschaft keine reine Kulisse, sondern spiegel[e] das Innere der Figuren“.

## Handlung
Ein Auto ist mit hoher Geschwindigkeit auf einer Küstenstraße in Norwegen unterwegs, als es von der Straße abkommt und sich überschlägt. Es kommt einem Wunder gleich, dass die Fahrerin des Wagens das Unglück mit nur ein paar kleinen Blessuren überlebt. Bei der Frau handelt es sich um die Topmanagerin Brigitta Nielebeck, die bei dem Unfall eine Transiente globale Amnesie erlitten hat. Weder weiß sie, wer sie ist, noch wohin sie wollte. Im Krankenhaus erklärt ihr Dr. Brandstrüp, dass es noch nicht einmal der Papiere bedurft hätte, die sie bei sich gehabt habe, um zu wissen, wer sie sei. Er offeriert ihr ein von ihr geschriebenes Buch mit dem Bemerken, bis vor einem Jahr sei sie eine der erfolgreichsten Frauen Norwegens gewesen, dann habe sie aufgehört zu arbeiten, um sich neuen Aufgaben zuzuwenden, habe es geheißen.
Da Brigittas geschiedener Mann in Südafrika weilt, entschließt sich Dr. Brandstrüp Kontakt zu Brigittas 16-jähriger Tochter Marie aufzunehmen. Marie lebt allerdings seit mehr als zwei Jahren in einer Pflegefamilie. Der Kontakt zu ihrer Mutter ist völlig abgebrochen. Marie will nicht an ihr früheres Leben erinnert werden, da sie diese Zeit mit Einsamkeit und schmerzhaften Verlusten verbindet. Ihre Pflegemutter Wibeke Berglund erzählt Marie, dass man keine Bremsspuren gefunden habe und ihre Mutter auch nicht angeschnallt gewesen sei, was nahelegt, dass es kein Unfall war, sondern ein Versuch, das Leben hinter sich zu lassen. Nur dem Zuspruch ihrer Pflegemutter Wibeke ist es zu verdanken, dass Marie bereit ist, einen Versuch zu unternehmen, ihrer leiblichen Mutter zu helfen.
Da die Nielebecks ein Strandhaus direkt am Meer besitzen, entsprechen die Frauen Brigittas Wunsch, dorthin zu fahren, um Erinnerungen in Brigitta wieder wachzurufen. Zudem ist das der Ort, an dem die einstige Familie wirklich glücklich war. Marie erzählt, dass die Familie jeden Sommer im Strandhaus gewesen sei. Wibeke lässt durchblicken, dass es zwischen Marie und ihr große Schwierigkeiten gegeben habe. Marie habe allerdings so gut wie nichts über ihre Vergangenheit erzählt. Sie ist es auch, die Brigitta und ihre Ungeduld in die Schranken weist. Dann kommt der Tag da Marie mit Wibeke spricht. Sie erzählt von ihrer Liebe zu einem jungen Mann, und dass sie und ihr Freund nicht aufgepasst hätten und dann sei sie schwanger gewesen und die Hölle sei losgebrochen. Ihre Eltern hätten ihr Vorwürfe gemacht, sie sei erst vierzehn und mache sich ihr Leben kaputt. Sie habe ihr Kind unbedingt gewollt, aber ihre Eltern seien stärker gewesen. Sie habe das nicht verkraftet und Drogen genommen und sei abgerutscht. Ihre Eltern hätten versucht alles mit Geld zu regeln, Streit sei dann an der Tagesordnung gewesen und letztendlich die Trennung. Nur langsam nähern sich Mutter und Tochter wieder an, was ganz entscheidend mit Wibekes geduldiger Vermittlung zu tun hat.
Auf eine Bitte von Wibeke hin taucht Brigittas Exmann auf. Kurt ist ein erfolgreicher Architekt und Geschäftsmann, der mit der Vergangenheit und den massiven Problemen, die die Familie hatte, längst abgeschlossen zu haben scheint. Durch Kurt erfährt Brigitta mehr über die Vergangenheit. Als Marie nicht mehr dagewesen sei, sei alles schwarz und leer gewesen. Am Ende hätten sie beide getrunken, bei ihr seien auch noch Tabletten hinzugekommen und er habe sie geschlagen, dreimal. Eine Trennung sei die einzige Option gewesen.
Bevor Kurt wieder fährt, streut er Zweifel in Bezug auf Brigittas immer noch andauernde Amnesie. Bedeutungsvoll meint er zu Wibeke, seine Ex-Frau habe noch immer das bekommen, was sie gewollt habe und in diesem Fall habe sie ihr Kind bei sich haben wollen. Aber erst in dieser Nacht kommt Brigittas Gedächtnis zurück und zeigt ihr Bilder aus der Vergangenheit. Sie eilt zum Strand und bricht dort weinend zusammen. Als Wibeke sie am nächsten Morgen bei einem Telefonat erwischt, will sie nur wissen, seit wann ihr Gedächtnis zurück sei. Brigitta bittet sie dann, ihr noch 48 Stunden mit ihrem Kind zu geben. Nach einem fröhlichen Tag im Vergnügungspark, verrät Brigitta sich und zieht erneut den Zorn ihrer Tochter auf sich. Das Ende vom Lied ist, dass Brigitta ins Auto steigt, um zu vollenden, was ihr beim ersten Mal nicht gelungen ist, wie Marie anmerkt.
Während die Frauen versuchen, Brigitta einzuholen, erzählt Marie ihrer Pflegemutter, dass ihre Eltern für sie einen Termin für einen Schwangerschaftsabbruch ausgemacht hätten, obwohl sie ihr Kind so gern bekommen hätte. Ihr Freund sei an diesem Tag zu ihr unterwegs gewesen, er habe zu ihr stehen und sein Kind auch behalten wollen. Um da zu sein, bevor es zu dem schicksalhaften Eingriff hätte kommen können, sei er zu schnell gefahren und verunglückt. In dieser Nacht seien zwei Menschen gestorben – Vater und Kind. Mit Hilfe Kurts, der erneut unterwegs zum Strandhaus ist, gelingt es, Brigitta von ihrem Plan abzubringen. Sie entschuldigt sich bei ihrer Tochter, sie hätte es besser machen müssen. Ebenso wie Marie versichert auch Kurt Brigitta, dass auch er nicht wolle, dass sie gehe. Maries Entscheidung, bei den Berglunds zu bleiben, da sie ihr gut tun würden, akzeptieren beide. In Zukunft will man sich aber öfter sehen und mehr Zeit miteinander verbringen.

## Produktion, Veröffentlichung
Für Die Frau am Strand wurde vom 6. August bis zum 4. September 2012 an Schauplätzen (Farsund, Loshavn, Sogndalstrand und Umgebung) in Norwegen gedreht. Produziert wurde der Film von der Letterbox Filmproduktion GmbH beziehungsweise der Studio Hamburg Film Produktion im Auftrag der ARD Degeto für Das Erste. Die Redaktion für die Degeto Film lag bei Stefan Kruppa.
Die Erstausstrahlung des Films fand am Freitag, dem 25. April 2014, im Programm der ARD Das Erste statt.

## Rezeption

### Einschaltquote
Bei seiner Erstausstrahlung wurde der Film von 3,62 Millionen Zuschauern eingeschaltet, was einem Marktanteil von 12,7 Prozent entsprach.

### Kritik
Die Kritiker der Fernsehzeitschrift TV Spielfilm gaben dem Film die bestmögliche Wertung, sie zeigten mit dem Daumen nach oben und meinten, Matthias Tiefenbacher habe ein „unsentimentales Kammerspiel feinfühlig inszeniert“. Das Fazit lautete: „Kammerspiel mit vielen Zwischentönen.“
Rainer Tittelbach beschäftigte sich auf seiner Seite tittelbach.tv mit dem Film, dem er 4½ von 6 möglichen Punkten gab. Tittelbach begann mit einer indirekten Frage: „Wie soll eine schwer traumatisierte Teenager-Tochter ihrer ‚schrecklichen Mutter‘ helfen, die keine Erinnerung mehr hat an die Höllen von einst?“ um dann fortzufahren: „‚Die Frau am Strand‘ ist kein diskursives Familiendrama, sondern ein ARD-Freitagsfilm, der sein Thema, psychische Krisen & gestörte Kommunikation, auf der Ebene des Fühlens, fernab vom Alltag, einkreist, ohne sich der Äußerlichkeit des Melodrams zu überantworten. Das Herzstück dieser psychotherapeutischen Versuchsanordnung sind das vielschichtige Buch von Martin Rauhaus, die zwischen Nähe & Distanz vermittelnde Inszenierung und ein überragendes Schauspielerinnen-Trio.“ Der Kritiker lobte das „psychologisch“ und „dramaturgisch durchdachte Drehbuch“ und die „alltagsnahen“ und „wirkungsvollen Dialoge“ ebenso wie die Arbeit des „kongenialen“ Kameramanns Klaus Merkel. Katja Flint bringe ihre „große Gefühlsgenrerollen-Erfahrung ein, und auch Marie-Lou Sellem“ sei „eine sichere Bank für realistische Frauen mit klarer Haltung & gesunder Empathie. Die schwierigste Aufgabe“ komme „Michelle Barthel […] zu. Ihre Figur“ müsse „den größten Leidensdruck aushalten. Die Grimme-Preisträgerin meister[e] die Aufgabe mit Bravour – ihr Spiel zwischen Wut, Isolation & leiser Annäherung, Maries jeweilige Befindlichkeit, aber auch ihre Sprunghaftigkeit bestimmen maßgeblich den Gang der Handlung. Trotz dieses famosen Frauen-Trios [sei] ‚Die Frau am Strand‘ aber weit mehr als ein sogenannter ‚Schauspielerfilm‘? Wenn schon Kritiker-Floskel, dann [treffe] es ‚dramatisches Gesamtkunstwerk‘ schon sehr viel besser.“
Der Filmdienst lobte einschränkend: „Gut gespieltes, glaubhaft entwickeltes Mutter-Tochter-(Fernseh-)Drama, das allerdings die wildromantische Landschaft allzu deutlich als Sinnbild für die Familienbeziehung in Szene setzt. – Ab 14.“
Heike Hupertz bewertete den Film in der Frankfurter Allgemeinen Zeitung und schrieb, darin gehe es „um Eifersucht, Lügen und einen Selbstmordversuch“. […] Der Fernsehfilm stelle „seine Hauptfiguren in eine dramaturgisch reizvolle Versuchanordnung“ und zeige „ein Essay über Erinnerung und Schuld“. Getragen werde er „vor allem von den mit vielen Zwischentönen agierenden Schauspielerinnen, und das [sei] auch nötig, denn mit allzu viel Plausibilisierung der äußeren Details seiner Geschichte [gebe] sich das Drehbuch von Martin Rauhaus nicht gerade ab. Stattdessen kümmer[e] es sich mehr um psychologische Folgerichtigkeiten, um Spannungen und Stimmungen.“ […] Ansehnlich [sei] dieser Genrezwitter aus Thriller und Familiendrama mit erweitertem Personal […] auch wegen der Kameraarbeit von Klaus Merkel. Wie Wetter und Panoramen am Meer Seelenzustände spiegeln, schein[e] nicht zuletzt den Nachtseiten der Romantik abgeschaut zu sein.